# Eduardo Cabrera
Eduardo „El Negro“ Cabrera (Eduardo „Cabrerito“ Cabrera; * 22. Februar 1936 in Havanna; † 21. Juli 2002 in Caracas) war ein kubanischer Pianist, Arrangeur und Bandleader.
Cabrera begann seine musikalische Ausbildung am Conservatorio Nacional de Música und  spielte bereits sechzehnjährig Klavier in Beny Morés Banda Gigante. Er kam Mitte der 1950er Jahre bei einer Tournee mit den Los Rivero nach Venezuela und ließ sich in Caracas nieder.
Er spielte zunächst in Tanzorchestern wie Los Peniques und Billo’s Caracas Boys und gründete später ein Sextett und das Orchester Caracas Swing’s Boys. Außerdem arbeitete er mit Musikern wie Aldemaro Romero und Alberto Naranjo zusammen. Er gründete den Caracas Jazz Club und arbeitete als musikalischer Leiter und Arrangeur für RCTV, VTV und verschiedene Aufnahmestudios.  Er gewann 1970, 1971 und 1972 Erste Preise beim Festival del Niño und wurde bei den Festivals der OTI 1973 und 1975 geehrt.